# 加西郡
加西郡（日语：／ Kasai gun */?）是過去位於兵庫縣中部的郡，已於1967年4月1日因無管轄町村而被廢除。
過去的範圍包括現在的加西市全部區域及西脇市西部部分地區、多可町南部部分地區。

## 歷史
在令制國時代屬於播磨國，最初屬於賀茂郡一部分，但後來被分割為加東郡及加西郡兩郡。19世紀末江戶時代結束之際，加西郡主要屬於幕府京都守護職、田安德川家和一橋德川家的領地，另有少部分地方為三草藩、姬路藩、忍藩、古河藩領地。
隨著1868年幕府的結束及接著實施的廢藩置縣政策，曾分別先後隸屬兵庫裁判所、府中裁判所、兵庫縣、久美濱縣、生野縣、三草縣、姬路縣、忍縣、古河縣，1871年全數被整併到飾磨縣內，1876年再次整併後屬於兵庫縣。
1879年實施郡區町村編制法，正式的設置了近代的行政區劃「加西郡」，郡役所設於北條町（位於現在的加西市）。

### 沿革

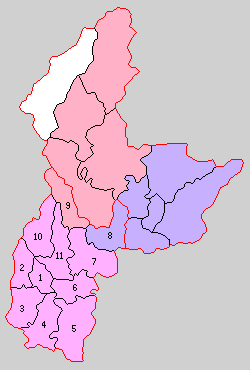
1889年加西郡轄下的行政區劃
1.北條町 2.富田村 3.賀茂村 4.下里村 5.九會村 6.富合村 7.多加野村 8.芳田村 9.大和村 10.西在田村 11.在田村
（紫色：現屬西脇市、桃色：現屬加西市、紅色：現屬多可町）

- 1889年04月1日：實施町村制，加西郡下設：北條町（日语：北条町 (兵庫県)）、富田村（日语：富田村 (兵庫県)）、賀茂村（日语：賀茂村 (兵庫県)）、下里村（日语：下里村）、九會村（日语：九会村）、富合村（日语：富合村）、多加野村（日语：多加野村）、芳田村（日语：芳田村 (兵庫県)）、大和村（日语：大和村 (兵庫県)）、西在田村（日语：西在田村）、在田村（日语：在田村）。（1町10村）
- 1896年7月1日：實施郡制（日语：郡制），設立郡參事會（日语：郡参事会）。
- 1923年04月1日：廢除郡會和郡參事會。
- 1926年07月1日：廢除郡役所，此後郡不再作為行政區劃，只作為地名的表示。
- 1954年03月25日：大和村和多可郡野間谷村（日语：野間谷村）合併為八千代村（日语：八千代町 (兵庫県)），隸屬多可郡。（1町9村）
- 1954年3月29日：芳田村被併入西脇市。[2]（1町8村）
- 1955年01月15日：北條町、富田村、賀茂村、下里村合併為新設立的北條町。（1町5村）
- 1955年3月1日：多加野村、西在田村、在田村合併為泉町（日语：泉町 (兵庫県)）。（2町2村）
- 1955年3月30日：九會村和富合村合併為加西町（日语：加西町）。（3町）
- 1967年04月1日：北條町、加西町、泉町合併為加西市[3][4]，並脫離加西郡；同時加西郡因無管轄町村而被廢除。

### 變遷表
| 1889年4月1日   | 1889年-1926年 | 1926年-1944年 | 1944年-1954年                | 1954年-1989年                | 1954年-1989年            | 1989年-現在          | 現在                 |
| -------------- | ------------- | ------------- | ---------------------------- | ---------------------------- | ------------------------ | -------------------- | -------------------- |
| 北條町         | 北條町        | 北條町        | 北條町                       | 1955年1月15日 北條町         | 1967年4月1日 加西市      | 1967年4月1日 加西市  | 1967年4月1日 加西市  |
| 富田村         |               |               |                              | 1955年1月15日 北條町         | 1967年4月1日 加西市      | 1967年4月1日 加西市  | 1967年4月1日 加西市  |
| 賀茂村         |               |               |                              | 1955年1月15日 北條町         | 1967年4月1日 加西市      | 1967年4月1日 加西市  | 1967年4月1日 加西市  |
| 下里村         |               |               |                              | 1955年1月15日 北條町         | 1967年4月1日 加西市      | 1967年4月1日 加西市  | 1967年4月1日 加西市  |
| 九會村         | 九會村        | 九會村        | 九會村                       | 1955年3月30日 加西町         | 1967年4月1日 加西市      | 1967年4月1日 加西市  | 1967年4月1日 加西市  |
| 富合村         |               |               |                              | 1955年3月30日 加西町         | 1967年4月1日 加西市      | 1967年4月1日 加西市  | 1967年4月1日 加西市  |
| 多加野村       | 多加野村      | 多加野村      | 多加野村                     | 1955年3月1日 泉町            | 1967年4月1日 加西市      | 1967年4月1日 加西市  | 1967年4月1日 加西市  |
| 西在田村       |               |               |                              | 1955年3月1日 泉町            | 1967年4月1日 加西市      | 1967年4月1日 加西市  | 1967年4月1日 加西市  |
| 在田村         |               |               |                              | 1955年3月1日 泉町            | 1967年4月1日 加西市      | 1967年4月1日 加西市  | 1967年4月1日 加西市  |
| 芳田村         | 芳田村        | 芳田村        | 1954年3月29日 併入西脇市     | 1954年3月29日 併入西脇市     | 1954年3月29日 併入西脇市 | 2005年10月1日 西脇市 | 2005年10月1日 西脇市 |
| 大和村         | 大和村        | 大和村        | 1954年3月25日 多可郡八千代村 | 1954年3月25日 多可郡八千代村 | 1960年1月1日 八千代町    | 2005年11月1日 多可町 | 2005年11月1日 多可町 |
| 多可郡野間谷村 |               |               | 1954年3月25日 多可郡八千代村 | 1954年3月25日 多可郡八千代村 | 1960年1月1日 八千代町    | 2005年11月1日 多可町 | 2005年11月1日 多可町 |